# Drei-Länder-Tour
De Drei-Länder-Tour was een meerdaagse wielerwedstrijd die van 1982 tot 2007 jaarlijks werd verreden. De wedstrijd was vanaf 2005 onderdeel van de UCI Europe Tour, de Europese tak van de continentale circuits van de UCI. De wedstrijd was beter bekend onder de naam Ronde van Hessen of Hessen-Rundfahrt.
Voorheen voerde de wedstrijd enkel door de Duitse deelstaat Hessen. In 2006 werden voor het eerst ook andere deelstaten aangedaan; namelijk Thüringen en Baden-Württemberg. Sinds deze editie was de Drei-Länder-Tour ook de nieuwe naam.

## Meervoudige winnaars
| Overwinningen | Renner             | Land      | Jaren       |
| ------------- | ------------------ | --------- | ----------- |
| 2             | Thomas Freienstein | Duitsland | 1982 + 1984 |
| 2             | Christian Henn     | Duitsland | 1986 + 1997 |
| 2             | Pavel Padrnos      | Tsjechië  | 1994 + 1995 |
| 2             | Sebastian Lang     | Duitsland | 2004 + 2006 |

## Overwinningen per land
| Overwinningen | Land |
| ------------- | --- |
| 14            | Duitsland |
| 3             | Tsjechië |
| 2             | Frankrijk |
| 1             | Denemarken , Verenigd Koninkrijk , Nieuw-Zeeland , Nederland , Duitse Democratische Republiek , Polen , Sovjet-Unie |

2005 · 
2006 · 
2007 · 
2008 · 
2009 · 
2010 · 
2011 · 
2012 · 
2013 · 
2014 · 
2015 · 
2016 · 
2017 ·
2018 ·
2019 ·
2020 ·
2021 ·
2022 ·
2023 ·
2024 ·
2025
Belangrijkste etappewedstrijden

Internationaal Wegcriterium · Driedaagse Brugge-De Panne · Ronde van de Alpen · Vierdaagse van Duinkerke · Ronde van Beieren · Ronde van Noorwegen · Ronde van België · Ronde van Luxemburg · Ronde van Oostenrijk · Ronde van Wallonië · Ronde van Burgos · Ronde van Denemarken · Arctic Race of Norway · Ronde van Groot-Brittannië
Belangrijkste eendaagse wedstrijden

Trofeo Laigueglia · GP Lugano · GP Nobili Rubinetterie · Dwars door Vlaanderen · Scheldeprijs · Brabantse Pijl · GP Kanton Aargau · Brussels Cycling Classic · GP Fourmies · Primus Classic Impanis-Van Petegem · Ronde van de Drie Valleien · Milaan-Turijn · Ronde van Piemonte · Ronde van het Münsterland · Ronde van Emilia · Parijs-Tours · GP Bruno Beghelli